# فیلتر تصحیح فرکانس
فیلتر تصحیح فرکانس (به انگلیسی: Anti-aliasing filter) فیلتری است که قبل از یک نمونه بردار سیگنال (signal sampler) برای محدود کردن پهنای باند یک سیگنال مورد استفاده قرار می‌گیرد به صورتی که تقریباً یا کاملاً از تئوری نمونه‌برداری نایکوئیست-شنون پیروی کند. از آنجایی که این تئوری بیان می‌کند که امکان بازسازی غیر مبهم سیگنال از نمونه‌ها، زمانی که توان فرکانس‌های بالای فرکانس نایکوئیست برابر با صفر باشد، وجود دارد، یک فیلتر واقعی تصحیح فرکانس بین پهنای باند و ایلیاسینگ (Aliasing) یک مصالحه ایجاد می‌کند. یک فیلتر تصحیح فرکانس قابل تحقق به صورت عادی هم اجازه می‌دهد که چندین تشخیص اشتباه سیگنال روی دهد یا پهنای باند نزدیک به فرکانس نایکوئیست، تضعیف گردد. به همین دلیل، بسیاری از سیستم‌های کاربردی، بیش از مقدار مورد نیاز از فرکانس‌ها نمونه برداری می‌کنند تا اطمینان حاصل گردد که فرکانس‌های مربوطه می‌توانند بازسازی شوند، عملی که فرا نمونه برداری (Oversampling) نامیده می‌شود.

## کاربرد در نورشناسی
در کاربرد نمونه‌برداری تصاویر نوری (optical image sampling)، همانند سنسورهای تصویر به کار رفته در دوربین‌های دیجیتال، فیلتر تصحیح فرکانس با نام‌های فیلتر اوپتیکی کم گذار (optical low-pass filter)، فیلتر بلور (blur filter) یا فیلتر AA نیز شناخته می‌شود. ریاضیات نمونه برداری در دو بعد مکانی، شبیه ریاضیات نمونه برداری مربوط به دامنه زمانی است اما تکنولوژی‌های پیاده‌سازی فیلتر، متفاوت هستند. یک پیاده‌سازی معمولی در دوربین‌های دیجیتال، در دولایه از دو شکستی (birefringent) همانند نیوبات لیتیوم است که هر نقطه نوری را به یک خوشه از چهار نقطه گسترش می‌دهد.
انتخاب جدایی نقطه برای یک فیلتر شامل یک معاوضه بین وضوح، سمبول، و عامل پرکننده (نسبت منطقه شکستی فعال یک آرایه میکرولنز به منطقه به هم پیوسته کل اشغال شده توسط تنظیم) می‌باشد. در یک دوربین تک رنگ یا three-CCD یا Foveon X3، میکرولنزها به تنهایی تنظیم می‌شود، اگر نزدیک به ۱۰۰ درصد نزدیک باشد، می‌تواند یک تصحیح معنی دار فراهم آورد، در زمانی که تنظیم فیلتر رنگ (CFA، به عنوان مثال فیلتر بایر) مربوط به دوربین‌ها، معمولاً یک فیلتر دیگر جهت کاهش تشخیص اشتباه به یک اندازه قابل قبول، نیاز است.
Pentax K-3 از Ricoh، یک فیلتر تصحیح فرکانس بر پایه سنسور واحد معرفی کرد. این فیلتر توسط عناصر میکروویبره کار می‌کند. کاربر می‌تواند ویبره را فعال یا غیرفعال نماید یا بین فیلتر تصحیح و عدم فیلتر تصحیح، یک گزینه را انتخاب نماید.

## کاربرد در صوت شناسی
فیلترهای تصحیح معمولاً در ورودی سیستم‌های آنالوگ پردازش سیگنال دیجیتال، به طرف مبدل دیجیتال کاربرد دارد. شبیه به فیلترهایی که در فیلترهای نوسازی در خروجی چنین سیستم‌هایی به کار می‌رود، برای مثال در موزیک پلیر. در موارد بعدی، فیلتر از تصویرسازی جلوگیری می‌کند، فرایند برعکس تشخیص اشتباه در جایی که باند فرکانس‌های داخلی، از باند خارج منعکس شده‌است.

## فرا نمونه برداری
تکنیکی که به عنوان فرا نمونه برداری شناخته می‌شود در ADCهای دیجیتال کاربرد دارد. ایده آن این است که از یک میزان بالاتر از نمونه دیجیتال میانگین استفاده می‌شود و بنابراین فیلتر دیجیتال می‌تواند به وضوح، تشخیص اشتباه را در نزدیکی فرکانس نایکوئیست حذف نماید و پاسخ فازی بهتری ارائه بدهد.
متناوباً تکنیکی که به عنوان فرا نمونه برداری شناخته می‌شود در ADCهای دیجیتال کاربرد دارد. ایده آن این است که از یک میزان بالاتر از نمونه دیجیتال میانگین استفاده می‌شود و بنابراین فیلتر دیجیتال می‌تواند به وضوح، تشخیص اشتباه را در نزدیکی فرکانس نایکوئیست حذف نماید و پاسخ فازی بهتری ارائه بدهد.

## سیگنال‌های میان گذر
اغلب یک فیلتر تصحیح فرکانس یک فیلتر گذار-کم است، اما الزاماً اینطور نیست. عمومی‌سازی تئوری نمونه برداری نایکوئیست-شانون، اجازه می‌دهد که از سایر سیگنال‌های میان گذر به جای سیگنال‌های پایه نمونه برداری شود.
برای سیگنال‌هایی که محدود هستند ولی در محور صفر نیستند، یک فیلتر میان گذر می‌تواند به عنوان فیلتر تصحیح استفاده شود. برای مثال، این می‌تواند یک باند محوری ماژوله یا سیگنال فرکانس ماژوله، انجام شود. اگر کسی بخواهد، از پخش برنامه رادیو FM به مرکز ۸۷٫۹ مگاهرتز و باند محدود به یک گروه ۲۰۰ کیلو هرتز نمونه بردارد، فیلتر تصحیح مناسب می‌تواند بر روی ۹/۸۷ با استفاده از پهنای باند ۲۰۰ کیلوهرتز متمرکز شود (یا با استفاده از پهنای باند ۸/۸۷ تا ۸۸ مگاهرتز)، و میزان نمونه برداری کتر از ۲/۱۷۶ مگاهرتز نخواهد بود، اما همچنین می‌تواند محدودیت‌های دیگر را برای جلوگیری از تشخیص اشتباه برآورده سازد.

## سیگنال فراگذر
بسیار مهم است که از ورودی سیگنال‌های فراگذر در زمان استفاده از فیلتر تصحیح جلوگیری شود. اگر سیگنال به اندازه کافی قوی است، می‌تواند باعث برش حتی بعد از فیلتر کردن در مبدل آنالوگ به دیجیتال شود. هنگامی که تحریف ناشی از قطع پس از فیلتر تصحیح فرکانس رخ می‌دهد، می‌تواند اجزای خارج از فیلتر میان گذر مربوط به فیلتر تصحیح فرکانس ایجاد کند؛ سپس این اجزا می‌توانند باعث تشخیص اشتباه و بازتولید فرکانس‌های غیریکنواخت دیگر شود.